# Lista dos campeões estaduais de futebol do Brasil em 2024

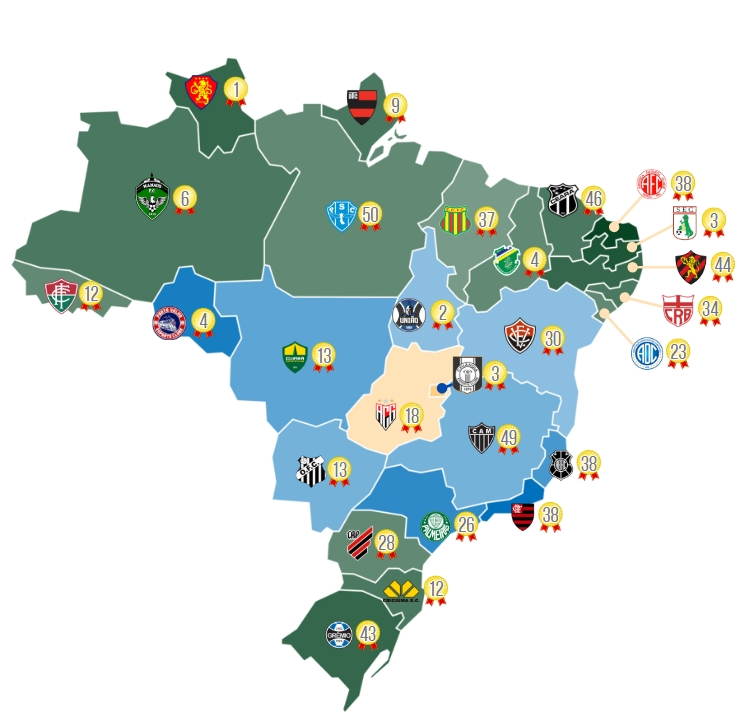
Campeões estaduais em 2024

A lista a seguir traz dados acerca dos campeonatos estaduais de futebol realizados no Brasil em 2024.
Significados das colunas:
- Estado: nome do estado, listados em ordem alfabética.
- Copa do Brasil 2025: times classificados para a Copa do Brasil em sua edição de 2025 pelo Campeonato Estadual. [Ordem alfabética]
- Série D 2025: times classificados para o Campeonato Brasileiro de Futebol - Série D em sua edição de 2025.
- Final: placares dos jogos finais ou, em caso de não ter havido final, a vantagem do campeão ao final do campeonato.
- Rebaixados: times rebaixados para a divisão inferior (Segunda Divisão, Série B, Módulo II) de 2025.

## Estaduais
| Estado | Campeão                                        | Final(is)                                                     | Vice-campeão        | Copa do Brasil                                                            | Série D                                    | Artilheiro(s)                                                            | Rebaixado(s)                                |
| ------ | ---------------------------------------------- | ------------------------------------------------------------- | ------------------- | ------------------------------------------------------------------------- | ------------------------------------------ | ------------------------------------------------------------------------ | ------------------------------------------- |
| AC     | Independência (12° título)                     | Hexagonal final                                               | Humaitá             | Humaitá Independência                                                     | Humaitá Independência                      | Daniego (Vasco-AC) 8 gols                                                | Andirá Atlético Acreano Náuas               |
| AL     | CRB (34° título - 3° consec.)                  | ASA 0 x 1 CRB 3 x 1 ASA                                       | ASA                 | ASA CSE                                                                   | ASA                                        | Anselmo Ramon (CRB) 6 gols                                               | Cruzeiro de Arapiraca                       |
| AM     | Manaus (6° título)                             | Amazonas 1 (2) x (4) 1 Manaus                                 | Amazonas            | Amazonas Manaus                                                           | Manauara Manaus                            | Rafael Ibiapino (Manaus) 7 gols                                          | Operário-AM Rio Negro-AM Unidos do Alvorada |
| AP     | Trem (9° título - 4° consec.)                  | Oratório 0 x 1 Trem 2 x 1 Oratório                            | Oratório            | Oratório Trem                                                             | Trem                                       | Abuda (Oratório) 6 gols                                                  | Macapá São Paulo-AP                         |
| BA     | Vitória (30° título)                           | Vitória 3 x 2 Bahia 1 x 1 Vitória                             | Bahia               | Bahia Barcelona de Ilhéus Vitória                                         | Barcelona de Ilhéus Jequié                 | Alerrandro (Vitória) / Osvaldo (Vitória) 5 gols                          | Bahia de Feira Itabuna                      |
| CE     | Ceará (46° título)                             | Fortaleza 0 x 0 Ceará 0 (3) x (2) 0 Fortaleza                 | Fortaleza           | Ceará Maracanã-CE                                                         | Horizonte Iguatu Maracanã-CE               | Erick Pulga (Ceará) 5 gols                                               | Atlético Cearense Caucaia                   |
| DF     | Ceilândia (3° título)                          | Ceilândia 1 x 1 Capital-DF 0 (3) x (4) 0 Ceilândia            | Capital-DF          | Capital-DF Ceilândia                                                      | Capital-DF Ceilândia                       | Romarinho (Ceilândia) 9 gols                                             | Planaltina Santa Maria                      |
| ES     | Rio Branco-ES (38° título)                     | Rio Branco VN 1 x 2 Rio Branco-ES 0 (3) x (2) 1 Rio Branco VN | Rio Branco VN       | Rio Branco VN Rio Branco-ES                                               | Rio Branco-ES                              | Victor Rangel (Desportiva Ferroviária) 6 gols                            | Estrela do Norte Serra                      |
| GO     | Atlético Goianiense (18° título - 3° consec.)  | Vila Nova 0 x 2 Atlético Goianiense 3 x 1 Vila Nova           | Vila Nova           | Aparecidense Atlético Goianiense Vila Nova                                | Goianésia Goiatuba Goiânia                 | Luiz Fernando (Atlético Goianiense) 11 gols                              | Iporá Morrinhos                             |
| MA     | Sampaio Corrêa (37° título)                    | Sampaio Corrêa 1 x 0 Maranhão 0 x 1 Sampaio Corrêa            | Maranhão            | Maranhão Sampaio Corrêa                                                   | Imperatriz Maranhão                        | Baio (Sampaio Corrêa) 10 gols                                            | Chapadinha Cordino                          |
| MT     | Cuiabá (13° título - 4° consec.)               | Cuiabá 1 x 0 União Rondonópolis 0 x 1 Cuiabá                  | União Rondonópolis  | Cuiabá União Rondonópolis                                                 | Luverdense União Rondonópolis              | Joãozinho (Luverdense) 10 gols                                           | AA Araguaia Dom Bosco                       |
| MS     | Operário-MS (13° título)                       | Dourados 1 x 0 Operário-MS 3 x 1 Dourados                     | Dourados            | Dourados Operário-MS                                                      | Operário-MS                                | Caio Vidal (Coxim) 7 gols                                                | Náutico-MS Novo                             |
| MG     | Atlético Mineiro (49° título - 5º consec.)     | Atlético Mineiro 2 x 2 Cruzeiro 1 x 3 Atlético Mineiro        | Cruzeiro            | América Mineiro Athletic Atlético Mineiro Cruzeiro Tombense               | Itabirito Pouso Alegre Uberlândia          | Hulk (Atlético Mineiro) / Jonathas (Athletic) 7 gols                     | Ipatinga Patrocinense                       |
| PA     | Paysandu (50° título)                          | Remo 0 x 2 Paysandu 1 x 1 Remo                                | Remo                | Águia de Marabá Remo                                                      | Águia de Marabá Tuna Luso                  | Nicolas (Paysandu) 11 gols                                               | Canaã-PA Tapajós                            |
| PB     | Sousa (3° título)                              | Sousa 0 x 0 Botafogo-PB 1 (3) x 1 (4) Sousa                   | Botafogo-PB         | Botafogo-PB Sousa                                                         | Sousa Treze                                | Diego Ceará (Sousa) 6 gols                                               | Atlético Cajazeirense São Paulo Crystal     |
| PR     | Athletico Paranaense (28° título - 2º consec.) | Maringá 0 x 1 Athletico Paranaense 3 x 0 Maringá              | Maringá             | Athletico Paranaense Coritiba FC Cascavel Maringá Operário-PR             | Azuriz FC Cascavel Cianorte                | Robson (Coritiba) 11 gols                                                | Galo Maringá PSTC                           |
| PE     | Sport (44° título - 2º consec.)                | Náutico 0 x 2 Sport 0 x 0 Náutico                             | Náutico             | Náutico Retrô Sport                                                       | Central Santa Cruz                         | Giva (Retrô) 6 gols                                                      | Flamengo de Arcoverde Porto-PE              |
| PI     | Altos (4° título)                              | Parnahyba 1 x 1 Altos 0 (4) x (3) 0 Parnahyba                 | Parnahyba           | Altos Parnahyba                                                           | Altos Parnahyba                            | Felipe Pará (River-PI) 6 gols                                            | Corisabbá Picos                             |
| RJ     | Flamengo (38° título)                          | Nova Iguaçu 0 x 3 Flamengo 1 x 0 Nova Iguaçu                  | Nova Iguaçu         | Boavista-RJ Fluminense Nova Iguaçu Portuguesa-RJ Vasco da Gama            | Boavista-RJ Nova Iguaçu                    | Pedro (Flamengo) 11 gols                                                 | Audax Rio                                   |
| RN     | América de Natal (38° título - 2º consec.)     | América de Natal venceu os 2 turnos                           | Santa Cruz de Natal | ABC América de Natal Santa Cruz de Natal                                  | América de Natal Santa Cruz de Natal       | Paulinho (Santa Cruz de Natal) 10 gols                                   | Potyguar Seridoense                         |
| RS     | Grêmio (43° título - 7º consec.)               | Juventude 0 x 0 Grêmio 3 x 1 Juventude                        | Juventude           | Caxias Grêmio Guarany de Bagé Juventude                                   | Brasil de Pelotas Guarany de Bagé São Luiz | Cristaldo (Grêmio) / Diego Costa (Grêmio) 6 gols                         | Novo Hamburgo Santa Cruz-RS                 |
| RO     | Gazin Porto Velho (4° título - 2º consec.)     | Barcelona-RO 0 x 1 Gazin Porto Velho 0 x 0 Barcelona-RO       | Barcelona-RO        | Barcelona-RO Gazin Porto Velho                                            | Gazin Porto Velho                          | Marco Goiano (Gazin Porto Velho) / Luan Viana (Gazin Porto Velho) 7 gols | —                                           |
| RR     | GAS (1° título)                                | São Raimundo-RR 2 x 3 GAS                                     | São Raimundo-RR     | GAS São Raimundo-RR                                                       | GAS                                        | Kanté (São Raimundo-RR) / Léo Salgado (GAS) / Raylson (GAS) 8 gols       | —                                           |
| SC     | Criciúma (12° título - 2º consec.)             | Brusque 1 x 2 Criciúma 1 x 1 Brusque                          | Brusque             | Brusque Criciúma                                                          | Barra-SC Joinville Marcílio Dias           | Gabriel Poveda (Avaí) 7 gols                                             | Inter de Lages Nação                        |
| SP     | Palmeiras (26° título - 3º consec.)            | Santos 1 x 0 Palmeiras 2 x 0 Santos                           | Santos              | Inter de Limeira Novorizontino Ponte Preta Portuguesa Red Bull Bragantino | Água Santa Inter de Limeira Portuguesa     | Flaco López (Palmeiras) 10 gols                                          | Ituano Santo André                          |
| SE     | Confiança (23° título)                         | Sergipe 1 x 1 Confiança 0 (5) x (4) 0 Sergipe                 | Sergipe             | Confiança Sergipe                                                         | Lagarto Sergipe                            | Schutz (Itabaiana) 6 gols                                                | Atlético Gloriense Olímpico                 |
| TO     | União-TO (2° título)                           | Tocantinópolis 1 x 2 União-TO 2 x 1 Tocantinópolis            | Tocantinópolis      | Tocantinópolis União-TO                                                   | Tocantinópolis União-TO                    | Bruno Morais (União-TO) 4 gols                                           | Batalhão Bela Vista                         |

## Turnos Estaduais
| Campeonato            | Primeiro Turno                    | Segundo Turno                    |
| --------------------- | --------------------------------- | -------------------------------- |
| Campeonato Amazonense | Primeiro Turno / Amazonas         | Segundo Turno / Manaus           |
| Campeonato Potiguar   | Primeiro Turno / América de Natal | Segundo Turno / América de Natal |
| Campeonato Roraimense | Primeiro Turno / São Raimundo-RR  | Segundo Turno / GAS              |

## Torneios Extra
| Estado          | Competição                     | Campeão     | Vice-Campeão     | Outros participantes |
| --------------- | ------------------------------ | ----------- | ---------------- | --- |
| AL - (Detalhes) | Seletiva para a Copa do Brasil | CSA         | CSE              | — |
| CE - (Detalhes) | Taça Padre Cícero              | Maracanã-CE | Iguatu           | Barbalha Caucaia Horizonte                                                                                               |
| MG - (Detalhes) | Campeonato Mineiro do Interior | Tombense    | Athletic         | Democrata GV Ipatinga Itabirito Patrocinense Pouso Alegre Uberlândia Villa Nova                                          |
| MG - (Detalhes) | Taça Inconfidência             | Athletic    | Pouso Alegre     | Itabirito Uberlândia |
| PA - (Detalhes) | Copa Grão Pará                 | Tuna Luso   | São Francisco-PA | Águia de Marabá Bragantino-PA Caeté Santa Rosa                                                                           |
| RJ - (Detalhes) | Taça Guanabara                 | Flamengo    | Nova Iguaçu      | Audax Rio Bangu Boavista-RJ Botafogo Fluminense Madureira Portuguesa-RJ Sampaio Corrêa-RJ Vasco da Gama Volta Redonda    |
| RJ - (Detalhes) | Taça Rio                       | Botafogo    | Boavista-RJ      | Portuguesa-RJ Sampaio Corrêa-RJ                                                                                          |
| RS - (Detalhes) | Campeonato do Interior Gaúcho  | Caxias      | —                | Avenida Brasil de Pelotas Guarany de Bagé Juventude Novo Hamburgo Santa Cruz-RS São Luiz São José-RS Ypiranga de Erechim |

## Divisões de Acesso
| Estado | Divisão          | Campeão                     | Promovidos                                    | Rebaixados |
| ------ | ---------------- | --------------------------- | --------------------------------------------- | --- |
| AL     | Segunda Divisão  | Igaci (2° título)           | Igaci                                         | |
| AM     | Segunda Divisão  | Sete (1° título)            | Sete                                          | |
| AP     | Série B          | Portuguesa-AP (1° título)   | Cristal Portuguesa-AP                         | |
| BA     | Segunda Divisão  | Colo Colo (3° título)       | Colo Colo Porto                               | |
| CE     | Série B          | Tirol (1° título)           | Cariri Tirol                                  | Pacajus |
| CE     | Série C          | Quixadá (1° título)         | Crato Quixadá                                 | |
| DF     | Segunda Divisão  | Sobradinho (2° título)      | Legião Sobradinho                             | |
| ES     | Série B          | Capixaba (2° título)        | Capixaba Vilavelhense                         | |
| GO     | Segunda Divisão  | Inhumas (2° título)         | ABECAT Inhumas                                | ASEEV Santa Helena |
| GO     | Terceira Divisão | Rio Verde (1° título)       | Rio Verde Tupy de Jussara                     | |
| MA     | Segunda Divisão  | Real Codó (1° título)       | IAPE Real Codó                                | |
| MT     | Segunda Divisão  | Cáceres (1° título)         | Cáceres Sport Sinop                           | |
| MS     | Série B          | Naviraiense (3° título)     | Águia Negra Naviraiense                       | |
| MG     | Módulo II        | Betim Futebol (1° título)   | Aymorés Betim Futebol                         | Boa Esporte Tupi |
| MG     | Segunda Divisão  | Guarani-MG (2° título)      | Guarani-MG Uberaba                            | |
| PA     | Série B1         | Independente-PA (2° título) | Capitão Poço Independente-PA                  | Atlético-PA Paraense Parauapebas Santos-PA Sport Belém Vila Rica                                                                                               |
| PA     | Série B2         | Amazônia (1° título)        | Amazônia Fonte Nova                           | |
| PB     | Segunda Divisão  | Auto Esporte-PB (3° título) | Auto Esporte-PB Esporte-PB                    | Internacional-PB Sport-PB |
| PB     | Terceira Divisão | Miramar (1° título)         | Miramar Socremo Serrano                       | |
| PR     | Segunda Divisão  | Paraná (2° título)          | Paraná Rio Branco-PR                          | Apucarana Sports Grêmio Maringá |
| PR     | Terceira Divisão | Batel (1° título)           | Batel Toledo                                  | |
| PE     | Série A2         | Jaguar (1° título)          | Decisão Sertânia Jaguar                       | Atlético Pernambucano Íbis |
| PE     | Série A3         | América-PE (1° título)      | Águia América-PE                              | |
| PI     | Segunda Divisão  | Piauí (2° título)           | Atlético-PI Piauí                             | |
| RJ     | Série A2         | Maricá (1° título)          | Maricá                                        | Artsul Serrano |
| RJ     | Série B1         | São Gonçalo EC (3° título)  | Pérolas Negras São Gonçalo EC                 | Belford Roxo |
| RJ     | Série B2         | Campo Grande (1° título)    | Bonsucesso Campo Grande Carapebus Niteroiense | Mageense Rio São Paulo |
| RJ     | Série C          | Niteroiense (1° título)     | Niteroiense Uni Souza                         | |
| RN     | Segunda Divisão  | Laguna (1° título)          | Laguna                                        | |
| RS     | Série A2         | Monsoon (1° título)         | Monsoon Pelotas                               | Cruzeiro-RS São Gabriel |
| RS     | Série B          | Gramadense (1° título)      | Gramadense Real                               | |
| RO     | Série B          | Guaporé (1° título)         | Guaporé Rolim de Moura                        | |
| SC     | Série B          | Caravaggio (1° título)      | Caravaggio Santa Catarina                     | Atlético Catarinense Guarani de Palhoça |
| SC     | Série C          | Fluminense-SC (1° título)   | Fluminense-SC Porto-SC                        | |
| SP     | Série A2         | Velo Clube (1° título)      | Noroeste Velo Clube                           | Comercial Monte Azul |
| SP     | Série A3         | Votuporanguense (1° título) | Grêmio Prudente Votuporanguense               | Matonense São Caetano |
| SP     | Série A4         | Rio Branco-SP (1° título)   | Francana Rio Branco-SP                        | América-SP Independente-SP |
| SP     | Segunda Divisão  | Paulista (1° título)        | Colorado Caieiras Paulista                    | |
| SE     | Série A2         | Guarany-SE (3° título)      | Barra-SE Guarany-SE                           | Amadense Aracaju Boquinhense Botafogo-SE Coritiba-SE Cotinguiba Estanciano Força Jovem Maruinense Propriá Riachão Santa Cruz Sete de Junho Socorrense Sport-SE |
| TO     | Segunda Divisão  | Bela Vista (1° título)      | Batalhão Bela Vista                           | |

## Copas Estaduais
| Estado | Campeão/Artilheiro        | Vice-campeão        | Copa do Brasil 2025 | Série D 2025  | Final                                                                   |
| ------ | ------------------------- | ------------------- | ------------------- | ------------- | ----------------------------------------------------------------------- |
| AL     | CSA (2º título)           | Penedense           | CSA                 | Penedense     | CSA 1 x 1 Penedense 0 x 1 CSA                                           |
| CE     | Ferroviário (3º título)   | Floresta            | Ferroviário         | —             | Ferroviário 0 x 2 Floresta 0 (6) x (7) 2 Ferroviário                    |
| ES     | Porto Vitória (1º título) | Vitória-ES          | —                   | Porto Vitória | Porto Vitória 1 x 0 Vitória-ES                                          |
| MT     | Operário VG (1° título)   | Nova Mutum          | Operário VG         | —             | Operário VG 1 x 0 Nova Mutum 0 x 0 Operário VG                          |
| RJ     | Maricá (1º título)        | Olaria              | Olaria              | Maricá        | Olaria 0 x 1 Maricá 0 x 0 Olaria                                        |
| RS     | São José-RS (2º título)   | Ypiranga de Erechim | São José-RS         | —             | Ypiranga de Erechim 2 x 1 São José-RS 1 (4) x (2) 0 Ypiranga de Erechim |
| SC     | Concórdia (1º título)     | Marcílio Dias       | Concórdia           | —             | Marcílio Dias 1 x 1 Concórdia 1 x 0 Marcílio Dias                       |
| SP     | Monte Azul (1º título)    | Votuporanguense     | Votuporanguense     | Monte Azul    | Votuporanguense 1 x 0 Monte Azul 1 (4) x (3) 0 Votuporanguense          |

### Recopas Estaduais
| Campeonato                   | Final                                                  | Final  | Final                                                       |
| Campeonato                   | Vencedor                                               | Placar | Vice                                                        |
| ---------------------------- | ------------------------------------------------------ | ------ | ----------------------------------------------------------- |
| Super Copa Grão-Pará de 2024 | Águia de Marabá Campeão do Campeonato Paraense de 2023 | 1 – 0  | Canaã-PA Campeão da Série B1 do Campeonato Paraense de 2023 |
| Recopa Gaúcha de 2024        | São Luiz Campeão de Copa FGF de 2023                   | 2 – 0  | Grêmio Campeão do Campeonato Gaúcho de 2023                 |
| Recopa Catarinense de 2024   | Criciúma Campeão do Campeonato Catarinense de 2023     | 2 – 0  | Marcílio Dias Campeão da Copa Santa Catarina de 2023        |